# 大王海運

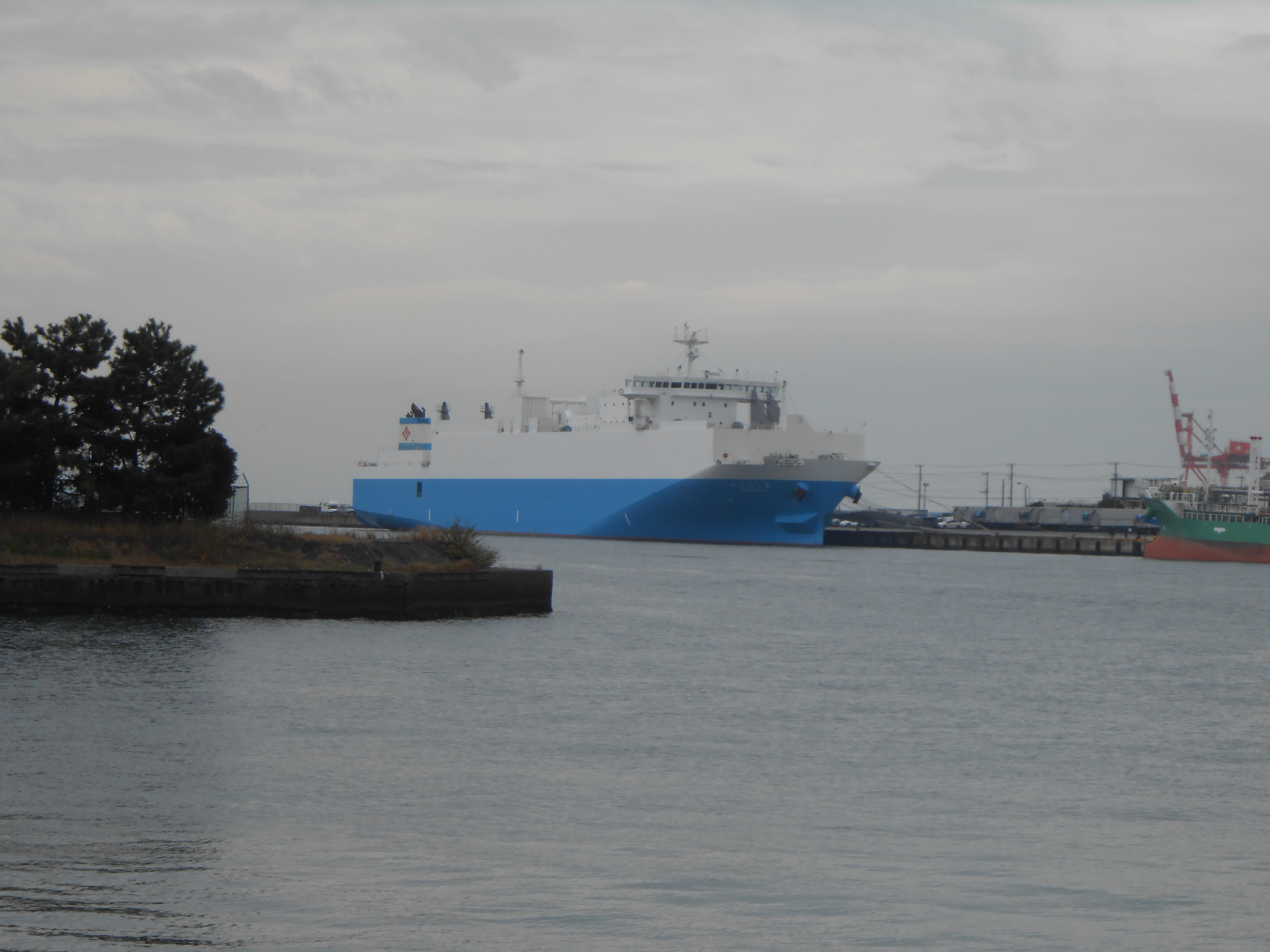
千葉港に停泊する第三はる丸。大王海運所属のRO-RO船である。

大王海運株式会社（だいおうかいうん、英: DAIO KAIUN CO,LTD）は、愛媛県四国中央市に四国本社、東京都千代田区に東京本社を置く日本の海運会社。大手製紙メーカー大王製紙の関連会社。

## 概要
1985年（昭和60年）に大王製紙の物流関連会社として設立。初代社長は石水和夫。現在は、大王製紙の創業者である井川伊勢吉の3男である井川俊高がオーナーを務めており、発行済み株式は井川俊高とその親族が所有している。
大王製紙との関係では、大王海運が大王製紙の株式を所有しており2024年3月31日現在で、大王製紙の発行済み株式の5.7％を所有する大株主となっている。大王製紙の原材料や製品の陸上・海上輸送の他に三島川之江港を中心とするコンテナ船、RORO船の運航なども手掛けており、大王製紙との取引によるグループの売上高が占める割合は2割を下回り、2023年度は17.3％となっている。

## 事業所
- 四国本社（登記上の本店） - 愛媛県四国中央市三島紙屋町7-35
- 東京本社 - 東京都千代田区富士見2-2-5 飯田橋メインビル
- 関西営業所 - 大阪市中央区淡路町3-1-9 淡路町ダイビル
- 定期船部 - 東京都千代田区富士見2-2-5 飯田橋メインビル2F
  - 東京港分室 - 東京都江東区有明4-7-9 都営西上屋205号室
  - 大阪営業所（スバル整備センター） - 大阪府泉大津市小津島町4-8
  - 大阪営業所（大阪配車センター） - 大阪府泉大津市小津島町5-4
  - 四国営業所 - 愛媛県四国中央市三島紙屋町7-35
  - 仙台営業所 - 仙台市宮城野区鉄砲町西1-10　フラットリア仙台駅東II-C号室
  - 千葉営業所 - 千葉市中央区中央港2-10-6
  - 岡山営業所 - 岡山県玉野市田井6-1-7
  - 博多営業所 - 福岡市東区箱崎埠頭6-5-6
  - 沖縄営業所 - 沖縄県那覇市曙2-26-2 安里ビル2F

## 沿革
- 1985年11月 - 「大王海運株式会社」設立。港湾荷役・船舶代理店業開始。
- 1986年
  - 5月 - 海上運送事業・港湾運送事業・倉庫業・産業廃棄物処理運搬業を開始。
  - 9月 - 内航運送取扱業の事業許可を取得。
  - 10月 - 輸入チップ・石炭荷役開始。
- 1987年
  - 10月 - 木材チップ専用船 ”TAIO FRONTIER”（D/W 41,000MT）竣工。寒川倉庫竣工。輸入原木荷役開始。
  - 11月 - 輸入タルク、カオリン荷役開始。
  - 12月 - 木材チップ専用船 ”TAIO RAINBOW”（D/W 42,000MT）竣工。
- 1988年
  - 3月 - 倉庫業の事業許可を取得。通関業の事業許可を取得。
  - 7月 - 木材チップ専用船 ”TAIO COSMOS”（D/W 43,000MT）竣工。
  - 9月 - 外航不定期航路事業を開始。
  - 10月 - 木材チップ専用船 ”TAIO DREAM”（D/W 43,000MT）竣工。内航船 ”エリエール1”（499G/T）竣工。
- 1989年10月 - 東京支店を開設。
- 1990年6月 - 内航船 ”エリエール2”（499G/T）竣工。村松3号上屋竣工。
- 1991年
  - 3月 - 内航船”正幸丸”（199G/T）竣工。
  - 8月 - 船舶管理業開始。
- 1993年
  - 8月 - 一般貨物運送事業開始。
  - 9月 - 中曽根資材センター竣工。
- 1994年
  - 1月 - 船舶管理・船員配乗業務開始（美須賀海運株式会社設立）。
  - 7月 - 新社屋竣工。
  - 9月 - 市営村松5号上屋竣工。
- 1995年
  - 8月 - 日台コンテナ定期航路(OOCL)の開設。
  - 9月 - 内航船”第八同栄丸”（499G/T）取得。木材チップ専用船 ”DAIO PAPYRUS”（D/W 46,000MT）竣工。大阪営業所開設。
- 1996年7月 - 中之庄1号倉庫竣工。
- 1997年
  - 4月 - 内航船 ”三恵丸”（514G/T）竣工
  - 8月 - 中之庄2号倉庫竣工。
- 1998年
  - 1月 - 内航チップ船の配船業務開始。
  - 5月 - 木材チップ専用船 ”DAIO DISCOVERY”（D/W 50,000MT）竣工。
  - 6月 - 東京本社移転。二本社制として業務開始。
- 1999年
  - 6月 - 具定倉庫竣工。
  - 9月 - 自社船 ”第八同栄丸” による内航コンテナフィーダーサービス開始（三島川之江―神戸）。
- 2001年
  - 1月 - 内航船 ”明丸”（499G/T）竣工。
  - 5月 - 内航船 ”エリエール”（499G/T）竣工。日韓コンテナ定期航路の開設(南星海運)。
  - 10月 - RO-RO船三島川之江港寄港開始（第七有明丸）。
- 2002年11月 - RO-RO船定期航路事業開始。千葉-大阪-三島航路開設。
- 2003年12月 - RO-RO船”第八有明丸”（2,723G/T）取得。
- 2004年
  - 1月 - 木材チップ専用船 ”CORRAL STAR”（D/W 65,000MT） 運航開始。
  - 3月 - ISO9001：2000認証取得。上海駐在員事務所を開設。
- 2005年
  - 3月 - 内航船（新）”エリエール2”（499G/T）竣工。
  - 9月 - ISO14001：2004認証取得。
- 2006年
  - 5月 - RO-RO船”第2はる丸”（7,756G/T）就航。
  - 8月 - RO-RO船”第1はる丸”（7,756G/T）就航。RO-RO船”第7有明丸”を”第3はる丸”へ船名変更。内航船”大島百合丸”（498G/T）竣工。
- 2008年
  - 3月 - 金子地区岸壁（水深14m）供用開始。
  - 10月 - 金子国際ターミナル協同組合設立。
- 2009年
  - 2月 - 八興運輸と提携し南九州サービス開始（はっこう21）。
  - 4月 - 内航船”大島一丸”（499G/T）竣工。
  - 5月 - 特定保税承認者に認定。
- 2011年3月 - 炭酸カルシウム原石荷役開始。
- 2012年
  - 10月 - 金子国際ターミナル　コンテナヤード運用開始。
  - 11月 - 金子国際ターミナル 外航コンテナ船荷役開始。
  - 12月 - 金子臨海1号倉庫竣工。
- 2013年7月 - 金子臨海1号倉庫 太陽光発電設備（2.2MW）竣工。
- 2015年
  - 4月 - 金子国際ターミナル協同組合管理棟完成
  - 7月 - 金子臨海2号倉庫竣工。市営金子1号上屋運用開始。
  - 8月 - RO-RO船（新） ”第3はる丸”（8,500G/T） 竣工。
  - 9月 - 金子臨海2号倉庫 太陽光発電設備（1.1MW）竣工。
- 2016年
  - 1月 - 第2関西納整センター及び大阪事務所運用開始。
  - 6月 - 認定通関業者に認定。
- 2017年
  - 7月 - 木材チップ専用船 ”PRINCESS HARU” 竣工。金子臨海3号倉庫竣工。
  - 8月 - 木材チップ専用船 ”PRINCESS PACIFIC” 竣工。金子臨海3号倉庫 太陽光発電設備（1.1MW）竣工。
  - 10月 - 木材チップ専用船 ”PRINCESS SUIHA” 竣工。
  - 12月 - いわき南台物流センター竣工。
- 2018年
  - 1月 - 大伊王国際貨運代理(上海)有限公司営業開始。
  - 5月 - エリエールロジスティクスセンター四国中央（金子臨海4号倉庫）竣工。
- 2020年2月 - 内航貨物船"新大島丸"竣工。
- 2021年
  - 5月 - RO-RO船”第五はる丸”竣工。
  - 6月 - 木材チップ専用船”PRINCESS LILY” 竣工。
  - 9月 - RO-RO船”第六はる丸”竣工。

## 航路
内航定期船
RO-RO船3隻で、週6往復運航している。
- 宇野港～三島川之江港～堺泉北港～和歌山港～千葉港

不定期船
内航、外航において、不定期貨物船を運航している。内航では紙製品の輸送、外航では木材チップ輸送を主に行っている。

## 船舶

### 運航中の船舶
RO-RO船
- 第三はる丸[3][4]
  - 2015年10月就航。8,500総トン、全長：154.00m、幅：25.00m、航海速力：約21.0ノット。
  - 車両積載数：シャーシ100台、乗用車250台。内海造船建造。
- 第五はる丸[3][5]
  - 2021年5月就航。12,500総トン、全長：179.90m、幅：27.40m、航海速力：約21.0ノット。
  - 車両積載数：シャーシ162台、乗用車258台。内海造船建造。
- 第六はる丸[3][5]
  - 2021年9月就航。12,500総トン、全長：179.90m、幅：27.40m、航海速力：約21.0ノット。
  - 車両積載数：シャーシ162台、乗用車258台。内海造船建造。春山海運所有。

外航不定期船
- PRINCESS HARU
- PRINCESS PACIFIC
- PRINCESS SUIHA
- PRINCESS LILY

## 関連会社
- 大王海運リクルート（人材派遣、有料職業紹介事業）
- いわき大王紙運輸（一般貨物自動車運送業、利用運送事業など）
- いわき陸運（一般貨物自動車運送業、利用運送事業など）
- 大王海運物流（港湾運送業、自動車運送業、倉庫業など）
- 川崎紙運輸（一般貨物自動車運送業、利用運送事業）
- 三共エンジニアリング（プラント設備の設計･開発・施工など）
- 三共オートサービス（車両販売、車両整備、板金など）
- 美須賀海運（船舶管理業、船員管理業、海上運送業など）
- 大伊王国際貨運代理(上海)有限公司